# Kuruma Samezō
Kuruma Samezō (久留間鮫造; 24 de setembre de 1893 - 20 d'octubre de 1982) va ser un economista japonès. Va ser professor emèrit a la Universitat Hōsei, on va dirigir l'Institut Ōhara d'Investigació Social, i és conegut per ser el compilador d'un lèxic d'economia política marxista.

## Biografia
Després de llegir la Indagació sobre la naturalesa i les causes de la riquesa de les nacions d'Adam Smith va començar a interessar-se per l'economia. Més endavant es va matricular a la Universitat de Tòquio per a estudiar-hi Ciències Polítiques.
Les revoltes de l'arròs de 1918 el van fer avançar cap a una perspectiva socialista, deixar la seva feina en un banc després de només tres mesos i ingressar a l'Institut Ōhara d'Investigació Social de la universitat. A partir de 1920, ell i Kuchida Tamizō van ser enviats a Europa durant dos anys per adquirir llibres i altres materials, Samezō a Anglaterra i Tamizō a Alemanya. A partir de 1923 va realitzar conferències sobre història de l'economia a la Universitat de Doshisha durant tres anys.
L'Institut Ōhara es va traslladar d'Osaka a Tòquio el 1936, i Samezō es va traslladar a la capital per a continuar la seva recerca. El creixent clima de repressió no li va impedir continuar estudiant l'obra de Karl Marx, i es va interessar per la situació econòmica de guerra utilitzant les idees marxistes sobre els diners i la inflació.
El bombardeig de Tòquio del maig de 1945 van destruir l'Institut Ōhara d'Investigació Social juntament amb tots els arxius. Després de la guerra Samezō es va ocupar de la seva reconstrucció, juntament amb el director de l'Institut Ōhara, Takano Iwasaburō, fins que el 1946, per recomanació d'Ōuchi Hōye, va acceptar traslladar l'Institut Ōhara a la Universitat Hōsei, convertint-se en professor d'economia política i doctorant-se el 1960. A Hōsei va participar en lectures mensuals de Marx que incloïen Kōzō Uno, amb qui va mantenir certa rivalitat acadèmica. El 1964 es va jubilar com a professor emèrit.
En els seus darrers anys va reunir investigadors d'economia marxista de les universitats Hōsei i Rikkyō per a compilar un lèxic d'economia marxista, una enciclopèdia publicada en edició bilingüe alemany-japonès amb el títol de Marx-Lexikon zur Politischen-Ökonomie. Va veure els tres primers volums publicats abans de morir de càncer de pulmó el 1982.